# 国務・陸軍・海軍調整委員会
国務・陸軍・海軍調整委員会 (State-War-Navy Coordinating Committee) は、1944年12月に設置された、アメリカ合衆国連邦政府の委員会である。第二次世界大戦終結後の枢軸国の占領などに関わる政治的・軍事的諸問題の処理を目的としていた。略称はSWNCC（スウィンク）。
SWNCCは国家安全保障会議の主な前身組織であり、恐らくは米国の外交政策史上最も成功した、軍事部門と民生部門との連合組織であった。結果的にSWNCCは、米国政府の庁間国家安全保障体制調査の試みとしてのイラク戦争を契機に再調査を受理した。

## SWNCCの起源
第二次世界大戦中、省庁間の調整は専ら非公式なものであり、ローズヴェルト大統領によってなされていた。だが、国務長官、陸軍長官、並びに海軍長官はより深い統合の必要性を認識し、共通の問題を扱う定例会議を毎週開催した。しかし、このいわゆる「3者委員会」には具体的権限がなかったため、戦争が終結に向かい、各部署が占領計画の詳細を検討し始めると、この欠陥が次第に顕著に現れた。
エドワード・ステティニアスは国務長官に就任するや、ヘンリー・スティムソン陸軍長官とジェームズ・フォレスタル海軍長官に書簡を発し、占領計画の立案や、米国の外交政策の完全一本化を実現するために、共同運営の事務局を創設する提案を行い、1944年12月19日に設置された。ローズヴェルトの重臣である陸軍次官補ジョン・J・マクロイが、事務局を統括した。

## 活動
SWNCCの対欧・対日占領計画は、旧敵国の占領統治に当たる米軍が直面するであろう問題の、予測と解決を目的としていた。SWNCCは、米国の官界・学界の最高の専門家を結集して、計画の各部門を担当させた。
例えば、作業部会がなした重要決定の1つである日本の天皇の地位に関する検討は、学者出身の官僚ヒュー・ボートンが行った。戦後、学界に戻ったボートンが述べたところによると、彼は1943年に書いた覚書にて昭和天皇の地位保全を勧告したが、この勧告は概ね変更されることなく、連合国軍最高司令官ダグラス・マッカーサーによって立案・実施されたという。
SWNCCは、占領戦略に関する既存業務を見直すことから活動を始め、信頼に足る専門家に委員会への参加を求めることも多くあった。米国政府内では、実際には真珠湾攻撃以前から日本占領計画がなされていたので、新設組織のためのかなりの情報資産があった。
SWNCCは、本質的に学問的・政治的研究を行い、研究成果を利用して詳細な政策（軍人や文官の見解を含む。支配権を掌握した軍政が実施）を策定した。
1947年7月26日、四省調整委員会（SANACC、State-Army-Navy-Air Force Coordinating Committee）と改称。1949年8月14日に廃止。

## 組織運営
SWNCCは、定例会議を開催する事務局や、具体的問題を処理して調査結果を委員会に報告する、いくつかの作業部会から構成されていた。作業部会及び委員会は双方とも、厳格な合意という原則に基づき運営された。参加者間で解決され得ない問題は、より高位の職員に委ねられた。しかし、SWNCCによって検討された750の問題の大半が次官補級以下で解決され、最終決定を仰ぐためにホワイト・ハウスに送られたのは6例に過ぎないという点に注意する必要がある。

## SWNCC228文書とSWNCC228/1文書

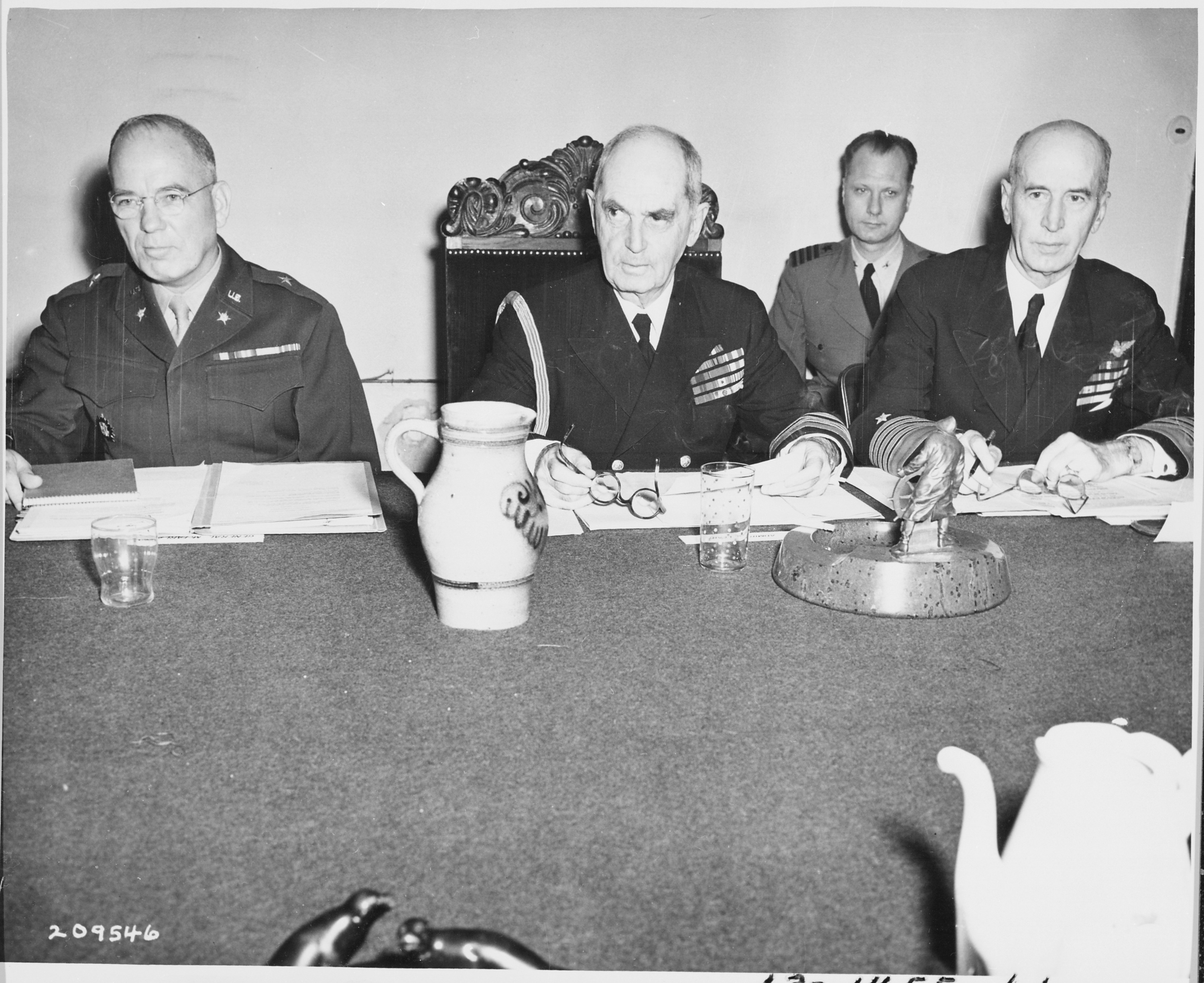
A. J. マクファーランド准将 （左）。

大日本帝国憲法改正を含む同委員会の指針「SWNCC228」は、1946年1月7日に発布された『国務長官に対する国務・陸軍・海軍調整小委員会の覚書』（H. Freeman Matthews）の付属書1『極東に関する国務・陸軍・海軍調整小委員会の報告書』に原文が見られる。同文書の付属書2『アメリカ統合参謀本部の覚書』（SWNCC228/1, Memorandum by the Joint Chiefs of Staff, A. J. McFarland）は、ポツダム宣言（the Three Power Proclamation issued from Berlin）と言論の自由にも言及している。
連合軍最高司令官総司令部が日本国内で公表し、高柳賢三が部分的に翻訳したSWNCC228文書『日本の統治体制の改革』は、上記文書と比較すれば、発信者がA. D. Reid、 B. L. Austin等と異なっており、また、前記の付属書2（SWNCC228/1）が附属していない。冒頭には、SWNCC228改訂のため、元の文書の3ページ目を焼却処分し、4ページ目から13ページ目のページ番号を5ページから14ページとし、3、4頁を新たな内容に差替えよとの旨が記載されており、SWNCC228の最初の発信日も1945年11月27日となっているなどの相違がある。
なお、同文書が公表されてから約3か月後の4月には、米国国務省からダグラス・マッカーサーの政策顧問として派遣されていたジョージ・アチソンが、連合国軍最高司令官総司令部内の外交局長、米国大使、またマッカーサーの代理として対日理事会議長となった。